# Il mondo è nostro
Il mondo è nostro è l'ottavo album in studio del cantautore italiano Tiziano Ferro, pubblicato l'11 novembre 2022.
L'album è stato realizzato anche in lingua spagnola con il titolo El mundo es nuestro e pubblicato il 10 marzo 2023.

## Descrizione
Il progetto discografico vede lo stesso Tiziano Ferro produttore della quasi totalità dei brani insieme a Marco Sonzini. Sono presenti collaborazioni autorali (tra le altre, con Brunori Sas e Antonio Di Martino per il brano La vita splendida e con Emanuele Dabbono per Mi rimani tu) e vocali, con Thasup, Caparezza, Ambra Angiolini, Roberto Vecchioni e Sting. Il cantautore ha raccontato così il processo creativo e il significato dell'album:
L'album tratta differenti tematiche, tra cui il disturbo depressivo, la paternità e l'odio sui social network.

## Accoglienza
| Recensione | Giudizio |
| ---------- | -------- |
| Newsic     | 7/10     |
| Rockol     | 7/10     |

Mattia Marzi di Rockol assegna all'album un punteggio di 7 su 10, definendolo «il ritratto perfetto di quello che è oggi lui» e apprezzando che l'artista si sia dedicato in prima persona alla produzione dei brani. Marzi sottolinea che il cantautore «tra chitarrine acustiche, coretti e sonorità r&b torna ad essere quello che a Top of the Pops negli anni duemila cantava Xdono». Gabriele Antonucci, recensore di Panorama, sottolinea che Il mondo è nostro sia il tentativo del cantautore di «sparigliare le carte e di cimentarsi in nuovi territori, stimolato dai duetti», apprezzando il mantenimento della «ballad ad alta intensità emotiva, incentrata sul suono del pianoforte» in cui può esprimere le sue capacità vocali. Il giornalista definisce però le nuove sperimentazioni dai «risultati alterni», trovando l'interpretazione di Ferro nella collaborazione con Thasup «imbarazzante».
Fabrizio Basso di Sky TG24 definisce il progetto «eterogeneo» e «complesso», che «sfiora il rap, abbraccia lo swing e con le parole entra nei nostri sentimenti e nelle nostre paure». Alessandro Alicandri per TV Sorrisi e Canzoni scrive che l'album è «figlio della sua insurrezione contro un mondo che non lo voleva dove adesso è: al top».

### Riconoscimenti di fine anno
- 25º — Rolling Stone Italia[16]

## Promozione
L'album è stato anticipato dal singolo La vita splendida, a cui sono seguiti La prima festa del papà, Rotonda in duetto con Thasup (presente anche nel disco Carattere speciale del rapper), Addio mio amore, Destinazione mare e Abbiamo vinto già con J-Ax. Per il mercato spagnolo, l'artista ha pubblicato Adiós mi amor e Camino hacia los mares con Sharonne.
La versione fisica dell'album è stata pubblicata in formato doppio vinile (sia standard, sia di colorazione arancio) e in formato CD (standard e cofanetto con 5 foto). Inoltre è stato commercializzato anche un box contenente l'album in CD e una felpa ideata dallo stesso Ferro.
Per la promozione dell'album, Tiziano Ferro ha intrapreso il TZN Tour 2023, composto da quindici date negli stadi italiani (dal 7 giugno al 16 luglio).

## Tracce

### Il mondo è nostro
Testi e musiche di Tiziano Ferro, eccetto dove indicato.
1. Il paradiso dei bugiardi – 3:58
2. Il mondo è nostro – 2:54
3. La vita splendida – 4:01 (testo: Tiziano Ferro, Dario Brunori, Antonio Di Martino – musica: Dario Brunori, Antonio Di Martino)
4. Addio mio amore – 4:02
5. La prima festa del papà – 3:57 (musica: Tiziano Ferro, Massimiliano Pelan, Francesco Gramegna, Fabio De Martino)
6. Rotonda (Thasup con Tiziano Ferro) – 2:39 (testo: Davide Mattei, Tiziano Ferro – musica: Davide Mattei, Marco Sonzini)
7. Mi rimani tu – 3:31 (Tiziano Ferro, Emanuele Dabbono)
8. A parlare da zero – 2:32
9. L'angelo degli altri e di se stesso (con Caparezza) – 3:06 (testo: Tiziano Ferro, Michele Salvemini)
10. Ambra/Tiziano (con Ambra Angiolini) – 2:58
11. I miti (con Roberto Vecchioni) – 2:30
12. Quando io ho perso te – 3:21
13. For Her Love - Sempre amata (Sting con Tiziano Ferro) – 3:43 (testo: Sting, Tiziano Ferro – musica: Sting, Martin Kierszenbaum)

Traccia bonus nella prima riedizione digitale (2023)
1. Destinazione mare – 3:23 (testo: Tiziano Ferro, Roberto Casalino – musica: Tiziano Ferro, Roberto Casalino, Davide Simonetta)

Traccia bonus nella seconda riedizione digitale (2023)
1. Abbiamo vinto già (con J-Ax) – 3:23 (testo: Tiziano Ferro, Manuel Rocchi, J-Ax – musica: Tiziano Ferro, Manuel Rocchi)

### El mundo es nuestro
1. Il paradiso dei bugiardi – 3:58 (Tiziano Ferro)
2. Adiós mi amor – 4:02 (Tiziano Ferro – adattamento spagnolo: José Manuel Moles, Juan Mari Montes)
3. Vida espléndida – 4:01 (testo: Tiziano Ferro, Dario Brunori, Antonio Di Martino – adattamento spagnolo: José Manuel Moles, Juan Mari Montes – musica: Dario Brunori, Antonio Di Martino)
4. El mundo es nuestro – 2:54 (Tiziano Ferro – adattamento spagnolo: José Manuel Moles, Juan Mari Montes)
5. La primera fiesta del papá – 3:57 (testo: Tiziano Ferro – adattamento spagnolo: José Manuel Moles, Juan Mari Montes – musica: Tiziano Ferro, Massimiliano Pelan, Francesco Gramegna, Fabio De Martino)
6. For Her Love - Sempre amata (Sting con Tiziano Ferro) – 3:43 (testo: Sting, Tiziano Ferro – musica: Sting, Martin Kierszenbaum)
7. Pero quedas tú – 3:31 (Tiziano Ferro, Emanuele Dabbono – adattamento spagnolo: Diego Galindo Martínez)
8. Empezando de cero – 2:32 (Tiziano Ferro – adattamento spagnolo: José Manuel Moles, Juan Mari Montes)
9. Rotonda (Thasup con Tiziano Ferro) – 2:39 (testo: Davide Mattei, Tiziano Ferro – musica: Davide Mattei, Marco Sonzini)
10. Cuando yo te perdí – 3:21 (Tiziano Ferro – adattamento spagnolo: José Manuel Moles, Juan Mari Montes)
11. L'angelo degli altri e di se stesso (con Caparezza) – 3:06 (testo: Tiziano Ferro, Michele Salvemini)
12. Ambra y Tiziano – 2:58 (Tiziano Ferro – adattamento spagnolo: José Manuel Moles, Juan Mari Montes)
13. I miti (con Roberto Vecchioni) – 2:30 (Tiziano Ferro)

Traccia bonus nella riedizione digitale (2023)
1. Camino hacia los mares (con Sharonne) – 3:23 (testo: Tiziano Ferro, Roberto Casalino – adattamento spagnolo: José Manuel Moles, Juan Mari Montes – musica: Tiziano Ferro, Roberto Casalino, Davide Simonetta)

## Classifiche

### Classifiche settimanali
| Classifica (2022) | Posizione massima |
| ----------------- | ----------------- |
| Italia            | 1                 |
| Svizzera          | 12                |

### Classifiche di fine anno
| Classifica (2022) | Posizione |
| ----------------- | --------- |
| Italia            | 54        |